# ماريو ويمر
ماريو ويمر هو عالم ألماني، ولد في 1978.